# NGC 78
NGC 78 est une galaxie lenticulaire située dans la constellation des Poissons. NGC 78 a été découverte par l'astronome danois Carl Frederick Pechüle (de) en 1876.

## Caractéristiques
Sa vitesse par rapport au fond diffus cosmologique est de 5 124 ± 25 km/s, ce qui correspond à une distance de Hubble de 75,9 ± 5,3 Mpc (∼248 millions d'al).
Sur les photographies modernes, PGC 1306 au sud de NGC 78 semble aussi grosse et aussi brillante que sa compagne. On peut donc se demander comment il se fait que Pechüle ne l'ait pas observée. Avec les télescopes de cette époque, les astronomes ne voyaient guère que les noyaux brillants des galaxies. Il est donc possible que Pechüle n'ait pas vu PGC 1306.
Étrangement, PGC 1306 est quelquefois désignée comme NGC 78A et pour obtenir les données de NGC 78 sur NASA/IPAC on doit utiliser la requête NGC 78B. On considère quelquefois que NGC 78 est une paire de galaxies. Même si elles sont rapprochées dans le ciel, NGC 78 est à environ 75,5 Mpc (∼246 millions d'al) alors que PGC 1306 est à environ 69,6 Mpc (∼227 millions d'al) de nous. La distance qui les sépare est donc d'environ 19 millions d'années-lumière. Il serait étonnant qu'elles soient en interaction gravitationnelle.
Ces deux galaxies sont inscrites dans le catalogue de Markarian sous une même cote, soit Mrk 547 (MK 547).